# ココロ (松澤由美の曲)
『ココロ』は、松澤由美の4作目のシングル。1998年5月25日にイーストウエスト・ジャパンから発売された。

## 概要
シングル作品としては前作『earth song〜大地の詩〜』以来約4か月を経てのリリース。
前作同様、タイトル曲「ココロ」は朝本浩文によるプロデュース。

## 収録曲
1. ココロ
作詞：松澤由美、作曲・編曲：朝本浩文
  - TBS系『COUNT DOWN TV』オープニングテーマ
2. 三日月にこしかけて
作詞：松澤由美・Tosh Masuda、作曲・編曲：Tosh Masuda
3. ココロ（オリジナル・カラオケ）